# Okres Hermagor
Okres Hermagor je okres v rakouské spolkové zemi Korutany. Má rozlohu 808,02 km² a žije tam 18 609 obyvatel (2013). Sídlem okresu je město Hermagor-Pressegger See.

## Správní členění
Okres Hermagor sestává ze 7 obcí, mezi nimi je jedno město a dva městysy. V závorkách je uveden počet obyvatel k 1. lednu 2013.
Město
- Hermagor-Pressegger See (7003)

Městysy
- Kirchbach (2670)
- Kötschach-Mauthen (3409)

Obce
- Dellach (1261)
- Gitschtal (1271)
- Lesachtal (1422)
- Sankt Stefan im Gailtal (1573)